# 35. Międzynarodowy Festiwal Filmowy w Cannes
35. Międzynarodowy Festiwal Filmowy w Cannes odbył się w dniach 14–26 maja 1982 roku. Imprezę otworzył pokaz wersji reżyserskiej klasycznego amerykańskiego filmu niemego Nietolerancja (1916) w reżyserii Davida Warka Griffitha.
Jury pod przewodnictwem włoskiego reżysera operowego i teatralnego Giorgia Strehlera przyznało nagrodę główną festiwalu, Złotą Palmę, ex aequo tureckiemu filmowi Droga w reżyserii Yilmaza Güneya i Şerifa Görena oraz amerykańskiemu filmowi Zaginiony w reżyserii Costy-Gavrasa. Drugą nagrodę w konkursie głównym, Grand Prix, przyznano włoskiemu filmowi Noc świętego Wawrzyńca w reżyserii braci Tavianich.

## Jury Konkursu Głównego
- Giorgio Strehler, włoski reżyser operowy i teatralny − przewodniczący jury[3]
- Jean-Jacques Annaud, francuski reżyser
- Suso Cecchi d'Amico, włoska scenarzystka
- Geraldine Chaplin, amerykańska aktorka
- Gabriel García Márquez, kolumbijski pisarz
- Florian Hopf, niemiecki krytyk filmowy
- Sidney Lumet, amerykański reżyser
- Mrinal Sen, indyjski reżyser
- Claude Soulé, przedstawiciel Commission supérieure technique de l'image et du son (CST)
- René Thévenet, francuski producent filmowy

## Filmy na otwarcie i zamknięcie festiwalu
|             | Tytuł                             | Reżyseria           | Kraj              |
| ----------- | --------------------------------- | ------------------- | ----------------- |
| Otwierający | Nietolerancja (wersja reżyserska) | David Wark Griffith | Stany Zjednoczone |
| Zamykający  | E.T.                              | Steven Spielberg    | Stany Zjednoczone |